# Set the World on Fire (álbum de Black Veil Brides)
Set The World On Fire es el segundo álbum de estudio de la banda de heavy metal Black Veil Brides. Fue publicado el 14 de junio de 2011 a través del sello discográfico Lava.

## Grabación y recepción
El álbum fue grabado en el Estudio de Grabación de pulso (Pulse Recording Studio) en Los Ángeles, durante varios meses Black Veil Brides estuvo grabando el álbum hasta ser finalizado en la primavera de 2011 con la supervisión de Josh Abraham (que ha trabajado con 30 Seconds To Mars, Linkin Park, entre otros).
El álbum debutó en la posición 17 del Billboard Top 200. La recepción del álbum fue variada, principalmente Set The World On Fire tuvo una recepción positiva por parte de críticos como Todd Jolicouer de The Rock Pit, que dijo que «Las voces están perfectamente equilibradas con los solos de guitarra y este álbum esta años luz del álbum debut de la banda».

## Lista de canciones
| Edición estándar |                          |          |  |
| N.º              | Título                   | Duración |  |
| 1.               | «New Religion»           | 3:50     |  |
| 2.               | «Set The World On Fire»  | 3:39     |  |
| 3.               | «Fallen Angels»          | 3:45     |  |
| 4.               | «Love Isn't Always Fair» | 4:13     |  |
| 5.               | «God Bless You»          | 3:18     |  |
| 6.               | «Rebel Love Song»        | 3:57     |  |
| 7.               | «Saviour»                | 4:23     |  |
| 8.               | «The Legacy»             | 4:40     |  |
| 9.               | «Die For You»            | 3:43     |  |
| 10.              | «Ritual»                 | 3:30     |  |
| 11.              | «Youth And Whiskey»      | 3:30     |  |

| Pistas adicionales |                     |          |  |
| N.º                | Título              | Duración |  |
| 12.                | «Smoke and Mirrors» |          |  |

## Créditos y personal
Personal
- Black Veil Brides
  - Andy Biersack : Voz
  - Jake Pitts : Guitarra líder
  - Jeremy «Jinxx» Ferguson : Guitarra, Violín, Coros.
  - Ashley Purdy : Bajo eléctrico, Coros.
  - Christian Coma : Batería.

Producción
- Josh Abraham, Luke Walker: Producción
- Eddy Shreyer: Masterización
- Ryan Williams: Mezclas

Fuente: Allmusic

## Certificaciones
| País        | Organismo certificador | Certificación | Ventas certificadas | Ref.  |
| ----------- | ---------------------- | ------------- | ------------------- | ----- |
| Reino Unido | BPI                    | Plata         | 60 000              | [ 2 ] |